# Rikken Dōshikai
Pour les articles homonymes, voir Parti constitutionnaliste et Parti de la Constitution.

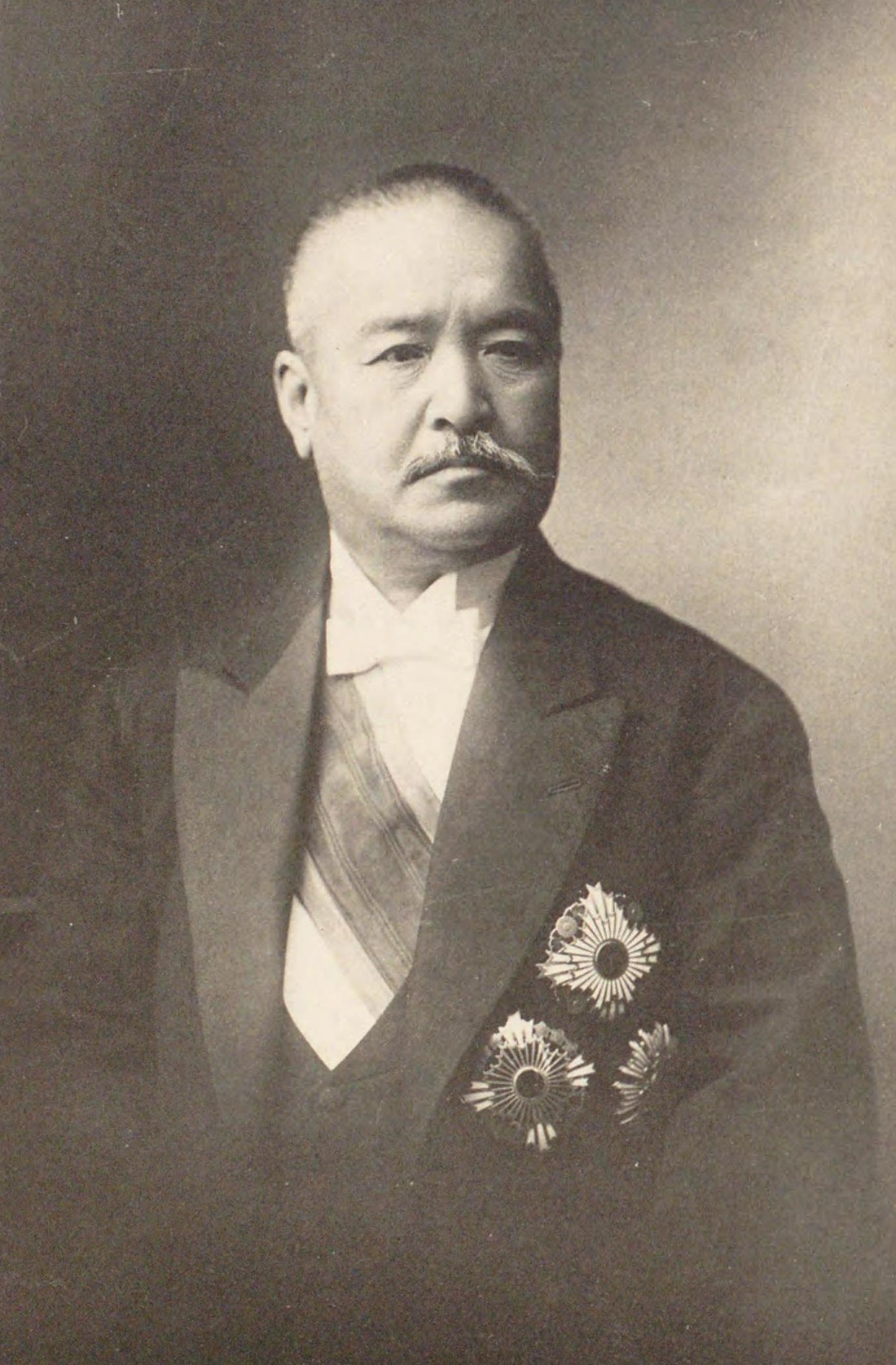
Tarō Katsura, le fondateur du Rikken Dōshikai

Le Rikken Dōshikai, en français Association des amis constitutionnels (立憲同志会, Rikken Dōshikai), était un parti politique japonais actif au début du XXe siècle. Il était également appelé le Dōshikai.
Fondé par le Premier ministre Tarō Katsura le 7 février 1913, le Rikken Dōshikai a en grande partie servi à soutenir son gouvernement contre les critiques du parti du Rikken Seiyūkai mené par Tsuyoshi Inukai et Yukio Ozaki, qui avait la majorité des sièges à la Diète du Japon. Katsura a convaincu 90 membres de la Diète (comprenant les 30 membres du Chuo Kurabu et la moitié du Rikken Kokumintō) de rejoindre son nouveau parti.
Le parti survécut à la mort de Katsura en 1913, et sous la conduite de Takaaki Katō, a placé cinq de ses membres dans le gouvernement du Premier ministre Shigenobu Ōkuma en 1914-1916. Il est devenu majoritaire à la Diète après l'élection de 1915.
Après la dissolution du gouvernement d'Ōkuma, le Dōshikai a fusionné avec le Chūseikai et d'autres petits partis politiques pour former le Kenseikai en octobre 1916.